# Kammerwahl 2009
- Lénk: 1
- LSAP: 13
- Gréng: 7
- DP: 9
- CSV: 26
- ADR: 4

Die 22. Wahl zur Luxemburgischen Kammer (luxemburgisch Chamberwale) fand am 7. Juni 2009 gleichzeitig mit der Europawahl statt. Dabei wurden alle 60 Mitglieder der Chambre des Députés auf fünf Jahre neu gewählt.

## Situation vor der Wahl
Luxemburg wurde seit der Kammerwahl 2004 von einer Großen Koalition aus Christ- und Sozialdemokraten (CSV und LSAP) regiert. Ministerpräsident war Jean-Claude Juncker (CSV), Außenminister Jean Asselborn (LSAP).

## Wahlrecht
siehe Chambre des Députés (Luxemburg)#Chamberwahlen

## Antretende Listen
| Liste | Liste | Luxemburgisch                                     | Französisch                                 | Deutsch                                   | europäische Assoziation |
| ----- | ----- | ------------------------------------------------- | ------------------------------------------- | ----------------------------------------- | ----------------------- |
|       | 1     | Kommunistesch Partei Lëtzebuerg (KPL)             | Parti communiste luxembourgeois             | Kommunistische Partei Luxemburgs          |                         |
|       | 2     | Déi Gréng                                         | Les Verts                                   | Die Grünen                                | EGP (Grüne)             |
|       | 3     | Alternativ Demokratesch Reformpartei (ADR)        | Parti réformiste d'alternative démocratique | Alternative Demokratische Reformpartei    | AECR (Konservative)     |
|       | 4     | Lëtzebuerger Sozialistesch Arbechterpartei (LSAP) | Parti Ouvrier Socialiste Luxembourgeois     | Luxemburger Sozialistische Arbeiterpartei | SPE (Sozialdemokraten)  |
|       | 5     | Demokratesch Partei (DP)                          | Parti Démocratique                          | Demokratische Partei                      | ELDR (Liberale)         |
|       | 6     | Déi Lénk                                          | La Gauche                                   | Die Linke                                 | EL (Linke)              |
|       | 7     | Chrëschtlech Sozial Vollekspartei (CSV)           | Parti populaire chrétien social             | Christlich Soziale Volkspartei            | EVP (Christdemokraten)  |
|       | 8     | Biergerlëscht*                                    | Liste des Citoyens                          | Bürgerliste                               |                         |

* Die Biergerlëscht (Bürgerliste) trat nur in den Wahlbezirken Nord und Süd an.

## Ergebnis

### Parteien
| Liste | Liste         | Prozent 2004 | Sitze 2004 | Prozent 2009 | +/−  | Sitze 2009 | +/− |
| ----- | ------------- | ------------ | ---------- | ------------ | ---- | ---------- | --- |
|       | CSV           | 36,1         | 24         | 38,0         | +1,9 | 26         | +2  |
|       | LSAP          | 23,4         | 14         | 21,6         | −1,8 | 13         | −1  |
|       | DP            | 16,1         | 10         | 15,0         | −1,1 | 9          | −1  |
|       | Déi Gréng     | 11,6         | 7          | 11,7         | +0,1 | 7          | ±0  |
|       | ADR           | 9,9          | 5          | 8,1          | −1,8 | 4          | −1  |
|       | Déi Lénk      | 1,9          | 0          | 3,3          | +1,4 | 1          | +1  |
|       | KPL           | 0,9          | 0          | 1,5          | +0,6 | 0          | ±0  |
|       | Biergerlëscht | -            | -          | 0,8          | +0,8 | 0          | ±0  |
|       | FPL*          | 0,1          | 0          | -            | -    | -          | -   |

* die Fräi Partei Lëtzebuerg (Freie Partei Luxemburgs) bestand kurzzeitig in den Jahren 2003 und 2004
Die Wahl brachte nur leichte Veränderungen. Junckers CSV gewann zwei Sitze hinzu und ging somit leicht gestärkt aus der Wahl hervor, während der Koalitionspartner LSAP einen Sitz verlor – ebenso wie DP und ADR. Déi Lénk, die erstmals von 1999 bis 2004 in der Abgeordnetenkammer mit einem Sitz vertreten war, schaffte den Wiedereinzug ins Parlament. Mit 3,3 % der Stimmen wiederholte sie exakt ihr Ergebnis bei den Kammerwahlen 1999.
CSV und LSAP beschlossen, die große Koalition mit Juncker als Premierminister fortzusetzen.

### Ergebnisse in den Wahlbezirken
Jeder Wähler hatte so viele Stimmen, wie im Wahlbezirk Abgeordnete zu wählen waren. Die Ergebnisse der einzelnen Wahlbezirke:
|                     | Wahlbezirk Süden | Wahlbezirk Süden | Wahlbezirk Süden | Wahlbezirk Osten | Wahlbezirk Osten | Wahlbezirk Osten | Wahlbezirk Zentrum | Wahlbezirk Zentrum | Wahlbezirk Zentrum | Wahlbezirk Norden | Wahlbezirk Norden | Wahlbezirk Norden | Luxemburg insgesamt | Luxemburg insgesamt | Luxemburg insgesamt | Luxemburg insgesamt |
| Anzahl              | %                | Sitze            | Anzahl           | %                | Sitze            | Anzahl           | %                  | Sitze              | Anzahl             | %                 | Sitze             | Anzahl            | % unge- wichtet     | % ge- wichtet *     | Sitze               |                     |
| ------------------- | ---------------- | ---------------- | ---------------- | ---------------- | ---------------- | ---------------- | ------------------ | ------------------ | ------------------ | ----------------- | ----------------- | ----------------- | ------------------- | ------------------- | ------------------- | ------------------- |
| Wahlberechtigte     | 89.898           |                  |                  | 30.814           |                  |                  | 63.391             |                    |                    | 39.739            |                   |                   | 223.842             |                     |                     |                     |
| Wähler              | 82.097           | 91,3             |                  | 28.237           | 91,6             |                  | 56.246             | 88,7               |                    | 36.955            | 93,0              |                   | 203.535             | 90,93               |                     |                     |
| Gültige Stimmzettel | 76.449           | 93,1             |                  | 26.461           | 93,7             |                  | 52.811             | 93,9               |                    | 34.492            | 93,3              |                   | 190.213             | 93,45               |                     |                     |
| Gültige Stimmen     | 1.549.092        |                  |                  | 175.291          |                  |                  | 1.010.480          |                    |                    | 289.547           |                   |                   | 3.024.410           |                     |                     |                     |
| Sitze insgesamt     |                  |                  | 23               |                  |                  | 7                |                    |                    | 21                 |                   |                   | 9                 |                     |                     |                     | 60                  |
|                     |                  |                  |                  |                  |                  |                  |                    |                    |                    |                   |                   |                   |                     |                     |                     |                     |
| CSV                 | 551.771          | 35,6             | 9                | 72.640           | 41,4             | 4                | 390.087            | 38,6               | 9                  | 114.658           | 39,6              | 4                 | 1.129.156           | 37,33               | 38,04               | 26                  |
| LSAP                | 436.233          | 28,2             | 7                | 28.602           | 16,3             | 1                | 180.110            | 17,8               | 4                  | 50.408            | 17,4              | 1                 | 695.353             | 22,99               | 21,56               | 13                  |
| DP                  | 156.646          | 10,1             | 2                | 26.992           | 15,4             | 1                | 196.558            | 19,5               | 4                  | 52.653            | 18,2              | 2                 | 432.847             | 14,31               | 14,99               | 9                   |
| Déi Gréng           | 158.046          | 10,2             | 2                | 24.766           | 14,1             | 1                | 133.490            | 13,2               | 3                  | 31.213            | 10,8              | 1                 | 347.515             | 11,49               | 11,72               | 7                   |
| ADR                 | 122.597          | 7,9              | 2                | 16.661           | 9,5              |                  | 63.791             | 6,3                | 1                  | 29.710            | 10,3              | 1                 | 232.759             | 7,70                | 8,14                | 4                   |
| Déi Lénk            | 63.965           | 4,1              | 1                | 3.922            | 2,2              |                  | 35.408             | 3,5                |                    | 5.785             | 2,0               |                   | 109.080             | 3,61                | 3,28                | 1                   |
| KPL                 | 33.553           | 2,2              |                  | 1.708            | 1,0              |                  | 11.038             | 1,1                |                    | 2.834             | 1,0               |                   | 49.133              | 1,62                | 1,47                |                     |
| Biergerlëscht       | 26.281           | 1,7              |                  |                  |                  |                  |                    |                    |                    | 2.286             | 0,8               |                   | 28.567              | 0,94                | 0,81                |                     |

### Abgeordnete

#### CSV

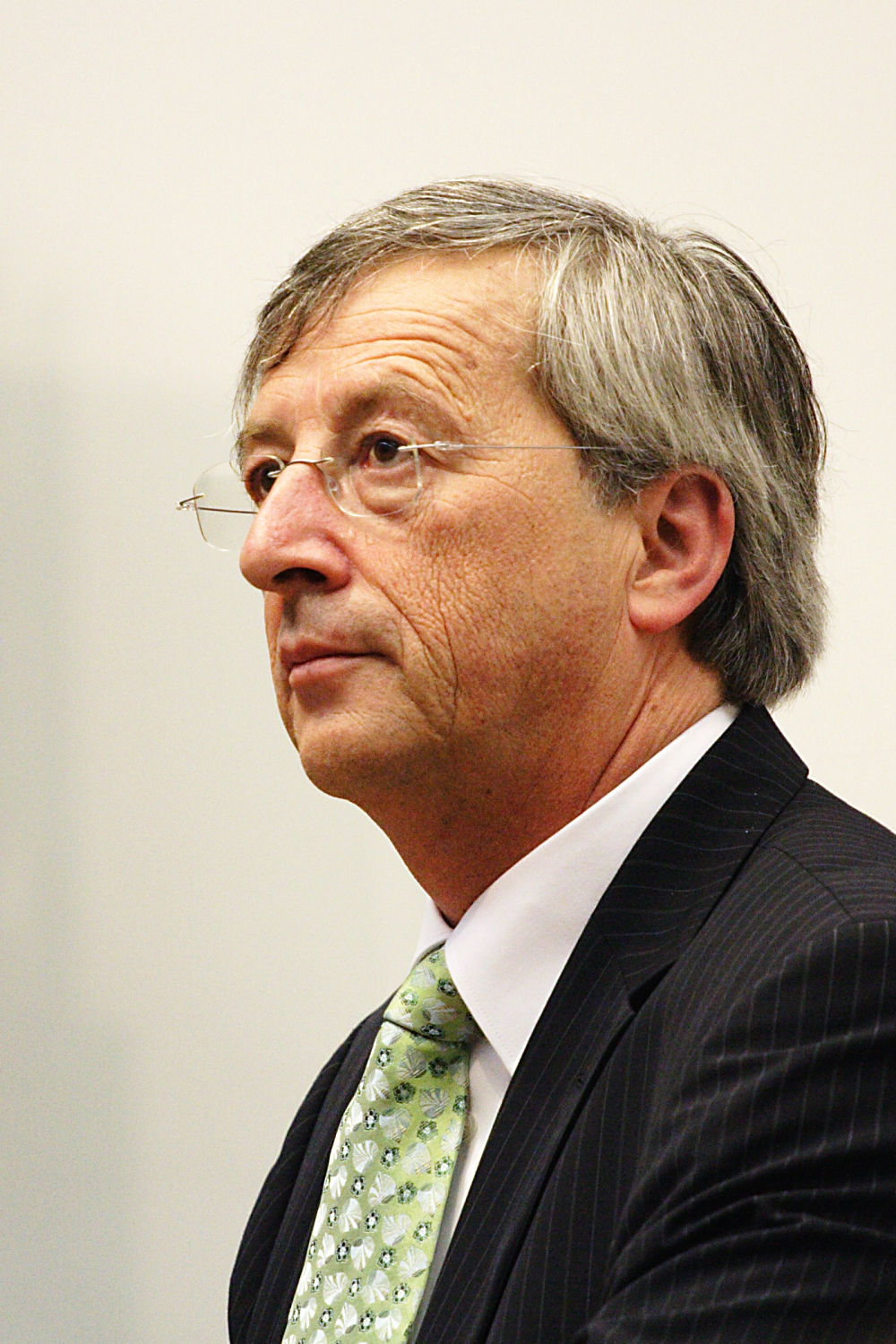
Ministerpräsident Jean-Claude Juncker (CSV)

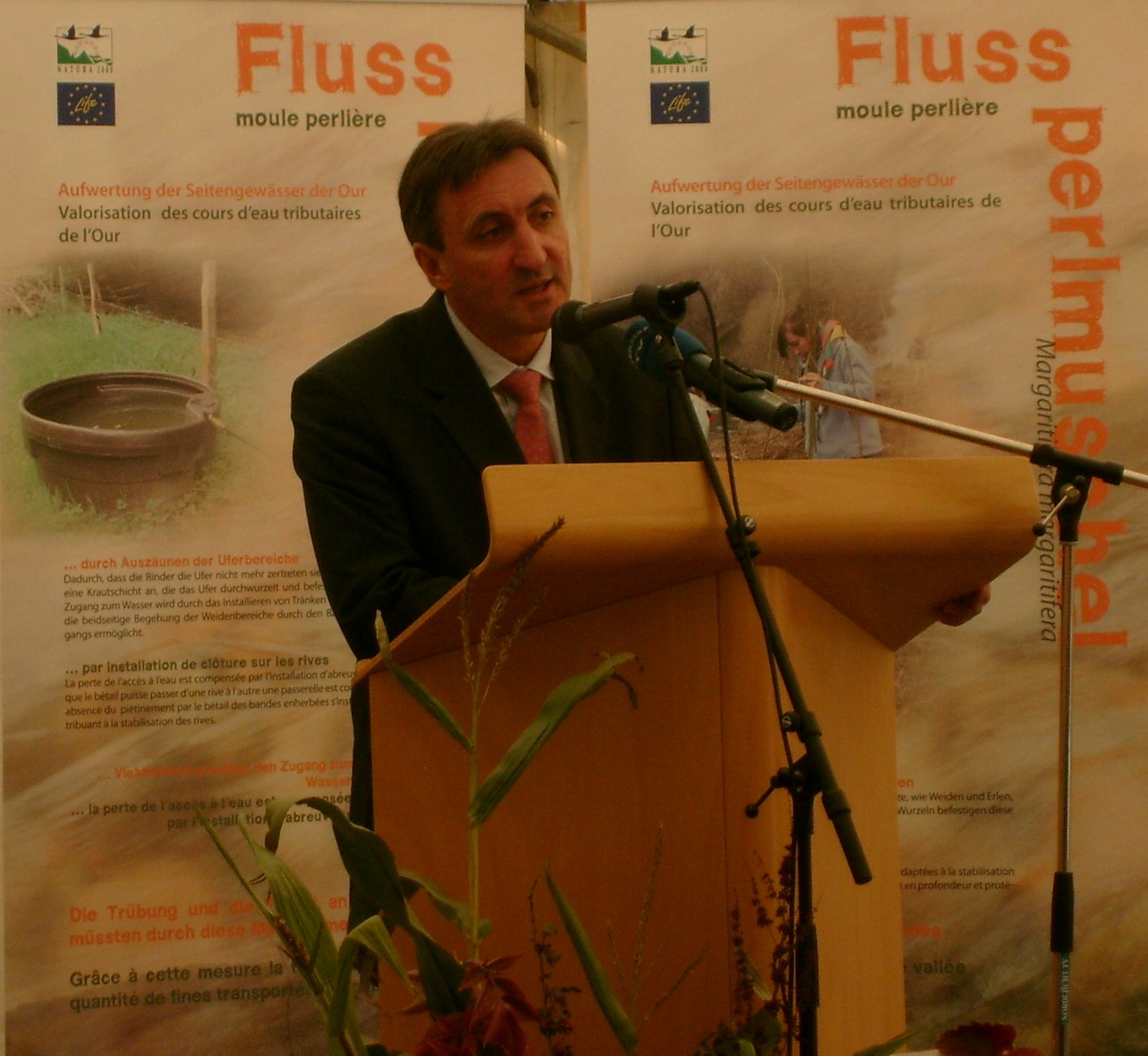
Verteidigungsminister Jean-Marie Halsdorf, 2008

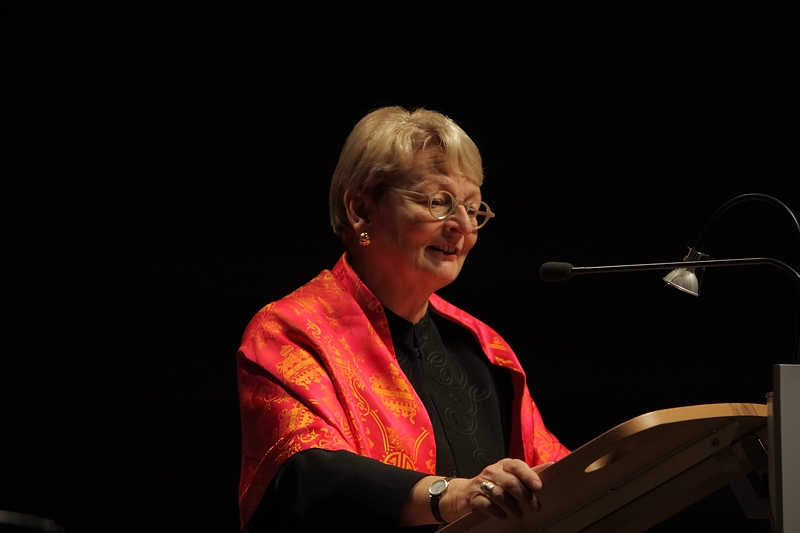
Familienministerin Marie-Josée Jacobs, 2007

1. Jean-Claude Juncker
2. Luc Frieden
3. François Biltgen
4. Jean-Marie Halsdorf
5. Claude Wiseler
6. Michel Wolter
7. Nancy Arendt
8. Félix Eischen
9. Marc Spautz
10. Jean-Louis Schiltz
11. Gilles Roth
12. Christine Doerner
13. Laurent Mosar
14. Lucien Thiel (†)
15. Martine Stein-Mergen
16. Marie-Josée Jacobs
17. Paul-Henri Meyers
18. Marcel Oberweis
19. Marco Schank
20. Mill Majerus (†) Tessy Scholtes
21. Ali Kaes
22. Lucien Weiler
23. Octavie Modert
24. Françoise Hetto-Gaasch
25. Fernand Boden
26. Marie-Josée Frank

#### LSAP

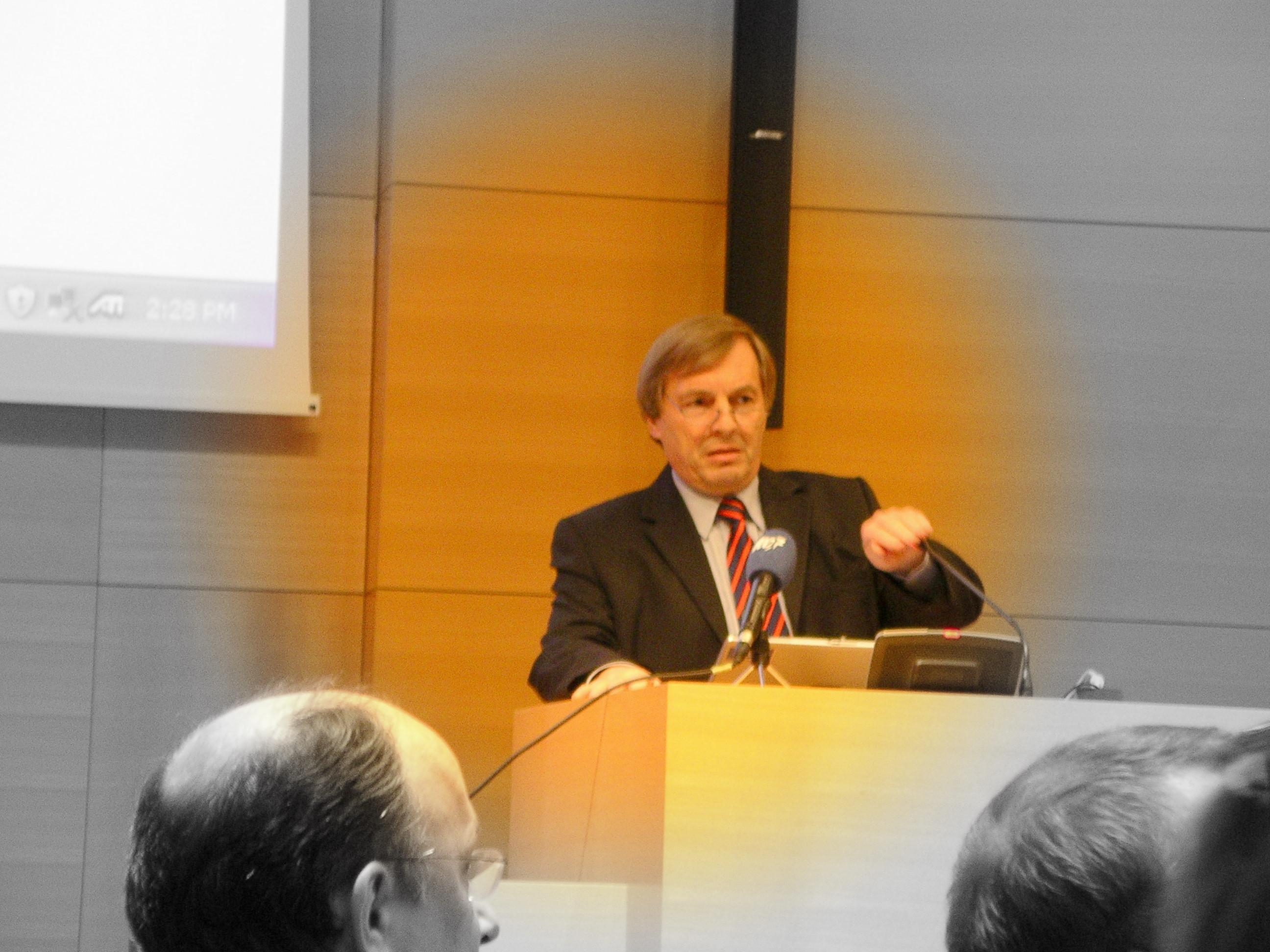
Wirtschaftsminister Jeannot Krecké

1. Jean Asselborn
2. Mars Di Bartolomeo
3. Alex Bodry
4. Lydia Mutsch
5. Jeannot Krecké
6. Lucien Lux
7. Lydie Err
8. Claudia Dall’Agnol
9. Mady Delvaux-Stehres
10. Ben Fayot
11. Romain Schneider
12. Jean-Pierre Klein
13. Nicolas Schmit

#### DP
1. Claude Meisch
2. Xavier Bettel
3. Anne Brasseur
4. Lydie Polfer
5. Paul Helminger
6. Fernand Etgen
7. Eugène Berger
8. André Bauler
9. Carlo Wagner

#### Déi Gréng
1. Félix Braz
2. François Bausch
3. Jean Huss
4. Viviane Loschetter
5. Camille Gira
6. Claude Adam
7. Henri Kox

#### ADR
1. Gaston Gibéryen
2. Fernand Kartheiser
3. Jacques-Yves Henckes
4. Jean Colombera

#### Déi Lénk
1. André Hoffmann